# Călinești (Maramureș)
Călinești é uma comuna romena localizada no distrito de Maramureș, na região histórica da Transilvânia. A comuna possui uma área de 66.12 km² e sua população era de 3305 habitantes segundo o censo de 2007.